# Francis Biddle
Francis (Beverly) Algernon Biddle (Parijs, 9 mei 1886 - Hyannis, Massachusetts, 4 oktober 1968) was een Amerikaanse rechter. 
In 1911 studeerde hij af met zijn rechtenstudie aan de Harvard-universiteit. Na zijn studie werkte hij als secretaris van de voorzitter van de Supreme Court, Oliver Wendell Holmes, Jr. en vervolgens werkte hij 27 jaren als rechter in Philadelphia. 
In 1934 werd Biddle door de toenmalige Amerikaanse president Franklin D. Roosevelt benoemd tot voorzitter van de National Labor Relations Board. Daarna werd hij in 1939 rechter bij de Amerikaanse United States Court of Appeals for the Third Circuit in (het Hof van Beroep in Philadelphia). Met dit werk hield hij na een jaar op en werd hij minister van Justitie (Attorney General).
Na de Tweede Wereldoorlog werd hij in 1945 rechter namens de Verenigde Staten bij de Processen van Neurenberg. 
Francis A. Biddle was getrouwd met de dichteres Katherine Garrison Chapin en hij overleed op 4 oktober 1968 op 82-jarige leeftijd in Hyannis, Massachusetts.
- Bibliothèque nationale de France: cb12412853m (data)
- Gemeinsame Normdatei: 116162120
- International Standard Name Identifier: 0000 0000 8120 5702
- Library of Congress Control Number: n79054161
- National Archives and Records Administration: 10580791
- Nationale Bibliotheek van Israël: 987007279163505171
- Nederlandse Thesaurus van Auteursnamen: 175353824
- SNAC: w6q52wk6
- Système universitaire de documentation: 085863548
- Virtual International Authority File: 41927620
- WorldCat: E39PBJwHgwh643vf7QQDM4gqcP